# Teatro

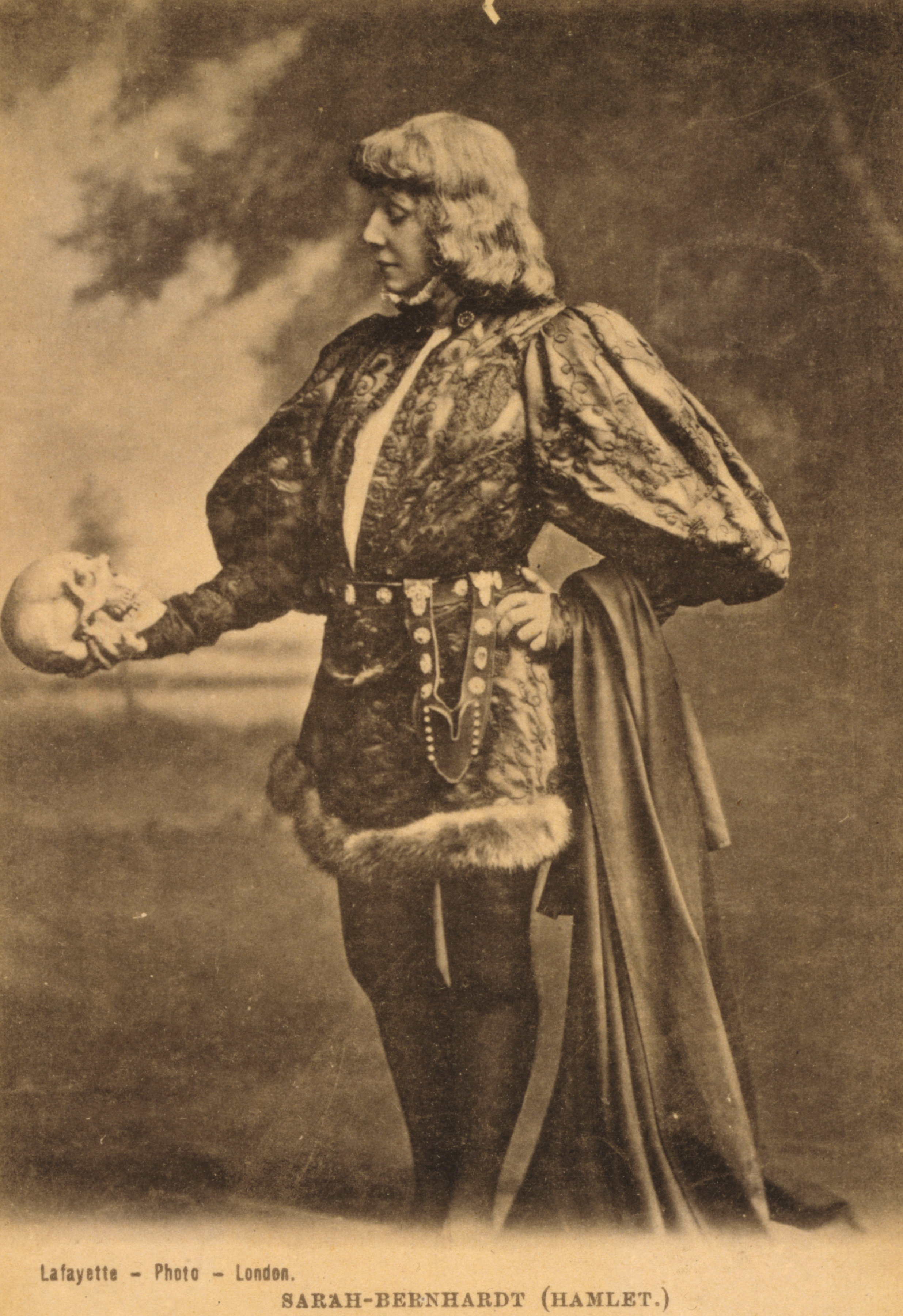
La actriz Sarah Bernhardt como Hamlet en 1899.

El teatro (del latín theātrum y este del griego: θέατρον, théatron «lugar para contemplar» derivado de θεάομαι, theáomai «mirar»)es la rama de las artes escénicas relacionada con la actuación. Representa historias actuadas frente a los espectadores o frente a una cámara usando una combinación de discurso, gestos, escenografía, música, sonido y espectáculo.
También se entiende como «teatro» el género literario que comprende las obras de teatro representadas ante un público o para ser grabadas y reproducidas en el cine, así como a la edificación donde se presentan tradicionalmente dichas obras o grabaciones. En adición a la narrativa común, el estilo de diálogo, el teatro también toma otras formas como la ópera, el ballet, el cine, la ópera china o la pantomima.
El Día Mundial del Teatro se celebra desde 1961. Específicamente esta fecha se celebra el 27 de marzo de cada año, definido por el Instituto Internacional del Teatro, razón para mostrar lo que representa el teatro a nivel mundial para la cultura.

## Aproximación histórica
La mayoría de los estudios consideran que los orígenes del teatro deben buscarse en la evolución de los rituales mágicos relacionados con la caza, al igual que las pinturas rupestres o la recolección agrícola que, tras la introducción de la música y la danza, se embocaron en auténticas ceremonias dramáticas donde se rendía culto a los dioses y se expresaban los principios espirituales de la comunidad. Este carácter de manifestación sagrada resulta un factor común a la aparición del teatro en todas las civilizaciones.

### Antiguo Egipto
En el Antiguo Egipto, a mediados del segundo milenio antes de la edad cristiana, ya se representaban dramas acerca de la muerte y resurrección de Osiris. El teatro comienza por medio de máscaras y dramatizaciones con ellas y se han hallado testimonios de actores explicando que hacían viajes, por lo que según los investigadores Driotton y Vandier es posible que existieran grupos de cómicos ambulantes desde el Imperio Medio.
Acompañé a mi amo en sus giras, sin fallar en la declamación. Le di la réplica en todos sus parlamentos. Si él era dios, yo era soberano. Si él mataba, yo resucitaba.

### Grecia

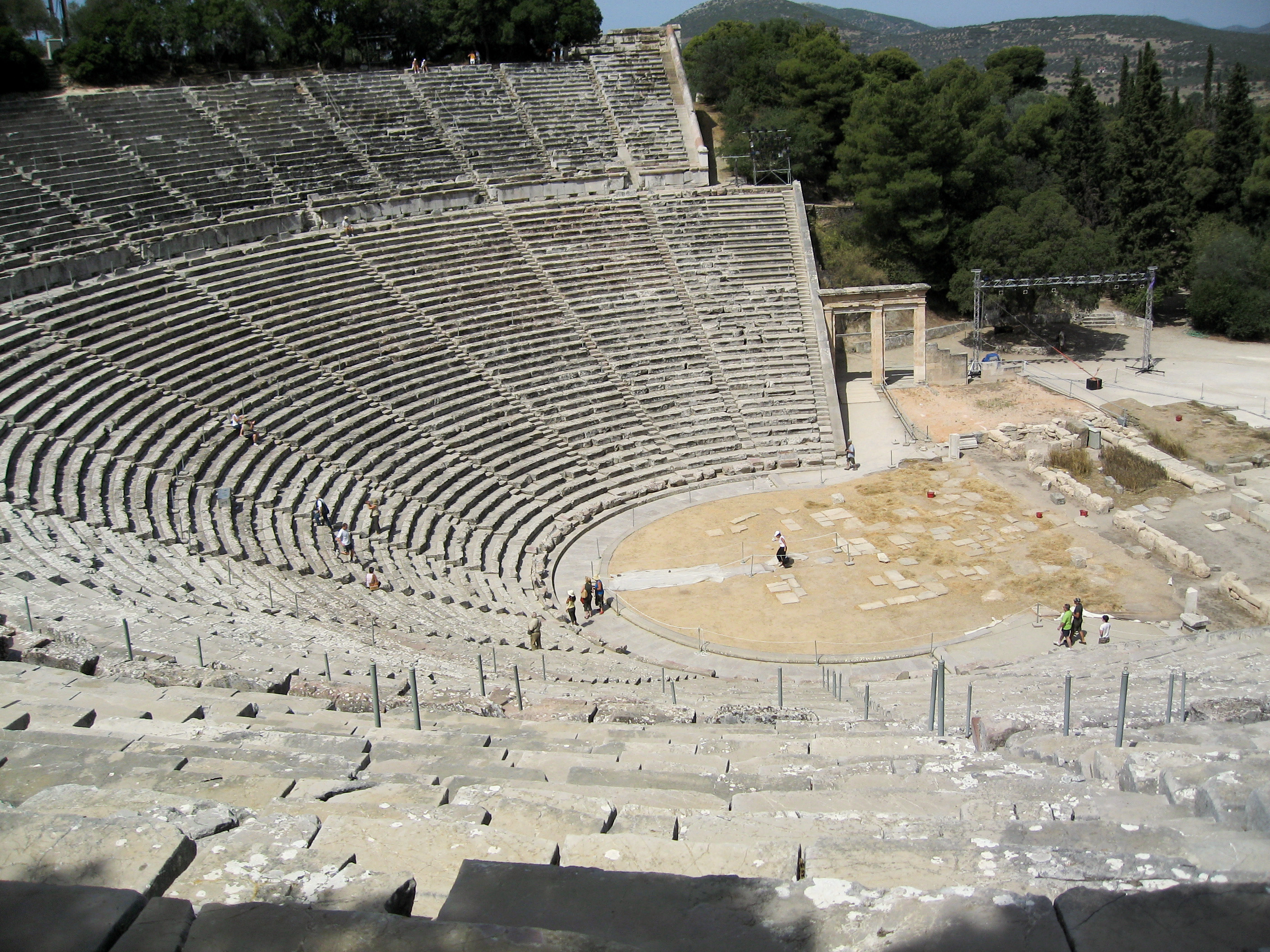
Teatro de Epidauro

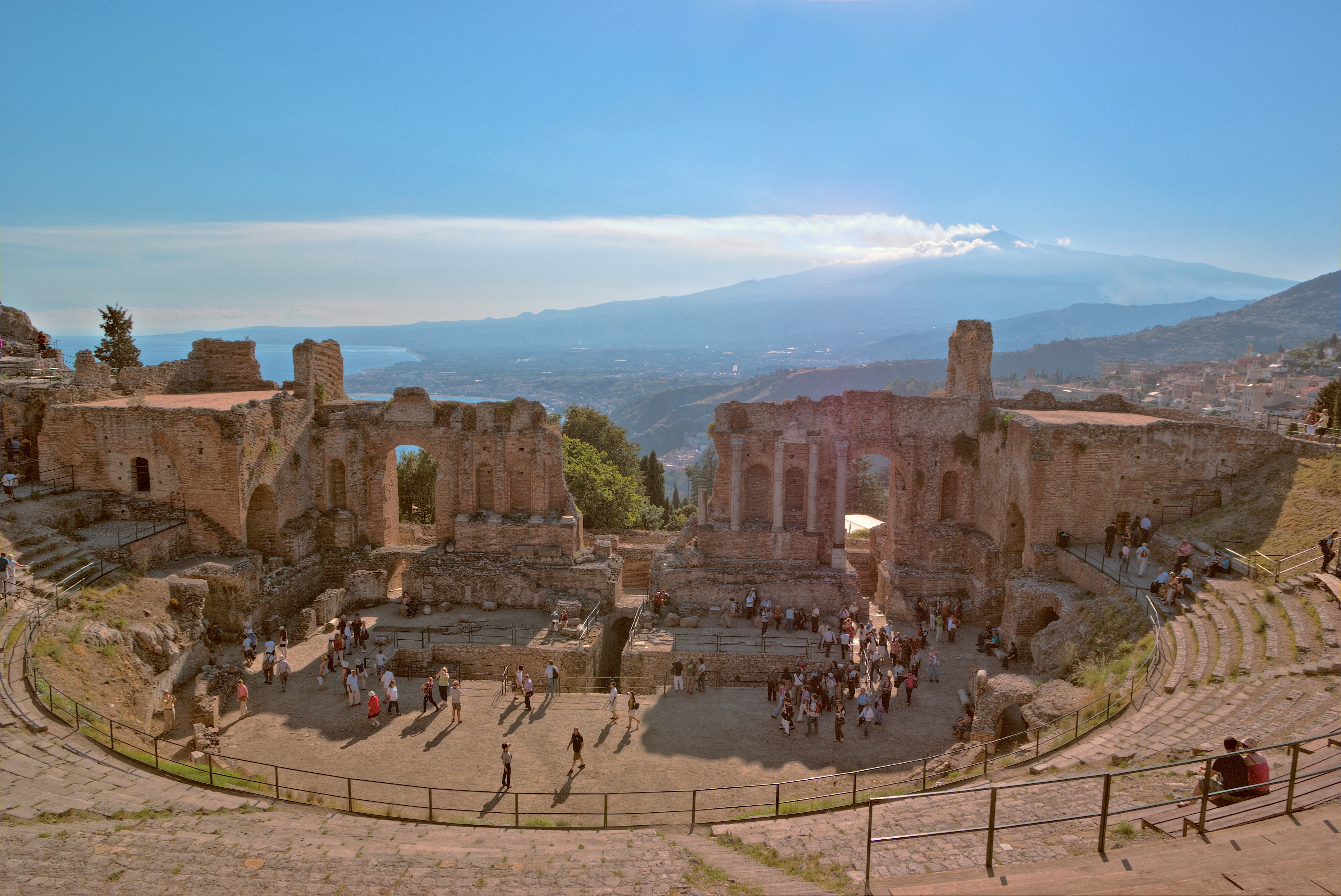
El teatro griego en Taormina, Sicilia

Las raíces del teatro de la antigua Grecia están basadas en los ritos órficos y en los festivales celebrados para Dioniso, donde se llevaban a cabo las escenificaciones de la vida de los dioses acompañadas de danzas y cantos (Ditirambos). Más tarde comenzaron las primeras representaciones ya propiamente dramáticas, ejecutadas en las plazas de los pueblos por compañías que incluían solo un actor y un coro. A fines del siglo VI a. C., alcanzó extraordinaria celebridad el legendario poeta e intérprete Tespis, en cuyo honor la frase el carro de Tespis alude, aún hoy, al conjunto del mundo del teatro.
El teatro griego surge tras la evolución de las artes y ceremonias griegas como la fiesta de la vendimia (ofrecida a Dionisios) donde los jóvenes iban danzando y cantando hacia el templo del dios, a ofrecerle las mejores vidas. Después un joven que resaltara entre el grupo de jóvenes se transformaba en el corifeo o maestro del coro, quien dirigía al grupo. Con el tiempo aparecieron el bardo y el rapsoda, que eran recitadores.
En el curso del siglo V a. C., durante la edad clásica de Grecia, se establecieron los modelos tradicionales de la tragedia y la comedia, y los dramaturgos Esquilo y Sófocles añadieron respectivamente un segundo y tercer actor a la acción, lo que dio a ésta una complejidad que hacía necesaria la creación de mayores escenarios. Para ello se erigieron grandes teatros de piedra, entre los que cabe citar el aún conservado de Epidauro en el siglo V a. C., capaz de albergar unas 12 000 personas, y el de Dioniso, en Atenas, en el siglo IV a. C.

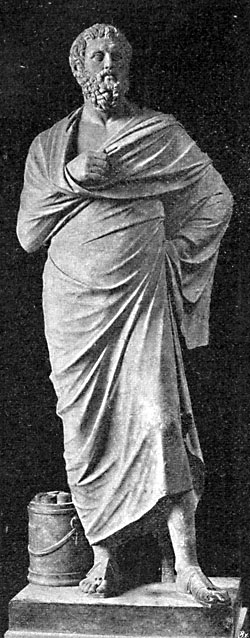
Sófocles
Su construcción se realizaba mediante el aprovechamiento de las faldas de una colina, donde se disponían en forma semicircular las gradas que rodeaban la orquestra, espacio circular en el que se efectuaba la mayor parte de la representación. Tras la orquestra se levantaba una edificación llamada skené, escena, destinada a que los actores cambiaran su vestimenta. Delante de ella se levantaba una pared columnada, el proscenio, que podía sostener superficies pintadas que evocaban el lugar de la acción. Estos decorados, junto con las túnicas y máscaras empleadas por los actores y máquinas, constituían todo el aparato escénico.
Las representaciones del teatro griego se hacían al aire libre, contaba con coro (dirigido por el Corifeo o maestro del coro) que cantaba el coro y danzaba en torno a un altar. En el teatro griego se representaban dos tipos de obras: la tragedia, obra dramática de final desgraciado que trataba de temas de leyendas heroicas y utilizaba, oportunamente, a los dioses para su final; y la comedia satírica, que criticaba humorísticamente a políticos y a las obras e incurrían en una mímica iniciada por un coro de sátiros, y comedias que tenían por tema asuntos de la vida cotidiana; todas estaban escritas en verso y utilizaban máscaras.

### Roma
Los teatros romanos heredaron los rasgos fundamentales de los griegos, si bien introdujeron ciertos elementos distintivos. Construidos inicialmente en madera, solo en el año 52 a. C. Pompeyo, erigió en Roma el primero en piedra. A diferencia de sus modelos helénicos,  levantaban sobre el suelo plano y poseían varias plantas erigidas en mampostería. Con objeto de mejorar la acústica, los arquitectos romanos redujeron la orquesta a un semicírculo, y los espectáculos se presentaban sobre una plataforma, el pulpitum, levantada delante de la antigua skene que constituye el origen de los modernos escenarios. La scaenae frons era una fachada monumental de varios pisos, que servía de fondo de escenario. El graderío (cávea) se divide en 3 partes: Ima, media y suma , ubicándose la primera en la zona inferior donde se sentaban los senadores y la clase dirigente; quedando asentados en la superior las mujeres y los esclavos y en la media el pueblo llano. El conjunto podía cubrirse con un velum. Roma optó también por la comedia, ya que estos tomaron el teatro como una manera de divertirse o entretenerse.

### América
En las culturas americanas prehispánicas el teatro llegó a adquirir un notable desarrollo, particularmente entre los mayas. Una de las obras más representativas del teatro maya es el drama quiché Rabinal Achí. El teatro maya se hallaba parcialmente vinculado a los ciclos agrícolas y a la épica de sus eventos históricos, y entre los aztecas e Incas, sociedades que en correspondencia con su estructura teocrática dieron a sus actividades teatrales un matiz eminentemente guerrero y religioso. Los últimos yacimientos apuntan que los espacios teatrales mayas podían servir, además de para representar obras, para mostrar actos políticos teatralizados tales como negociaciones, alianzas y humillación de cautivos.

### Edad Media europea
Tras siglos de misterioso olvido, la recuperación del teatro en Occidente tuvo principal apoyo en el clero, que lo empleó con fines religiosos. Así, desde el siglo XI, fue habitual la representación en las iglesias de misterios y moralidades, cuyo objetivo era presentar de forma sencilla la doctrina cristiana a los fieles. A fin de facilitar la comprensión, el latín cedió paso paulatinamente a las lenguas vernáculas, y en los siglos XIII y XIV, comenzaron a representarse tanto las piezas religiosas como las florecientes farsas profanas.

### Renacimiento
La eclosión del Renacimiento en Italia tuvo consecuencias decisivas sobre la evolución del teatro, pues, al surgir una producción dramática de carácter culto, inspirada en los modelos clásicos y destinada a las clases aristocráticas, se generalizó en el transcurso del siglo XVI la construcción de salas cubiertas dotadas de mayores comodidades.

#### Teatro en Italia
Como primero de los teatros modernos suele citarse el Olímpico de Vicenza, diseñado por Andrea Palladio y finalizado en 1585, que constituía una versión de los modelos romanos y presentaba, al fondo del escenario, una perspectiva tridimensional con vistas urbanas. El modelo clásico del teatro italiano, vigente en muchos aspectos, fue no obstante el teatro Farnese de Parma, erigido en 1618, cuya estructura incluía el escenario, enmarcado por un arco proscenio y separado del público por un telón, y una platea en forma de herradura rodeada por varios pisos de galerías. Durante este tiempo se desarrolló también en Italia una forma de teatro popular, la comedia del arte, que con su énfasis en la libertad de improvisación del actor dio un gran avance a la técnica interpretativa.

#### Inglaterra: el teatro isabelino

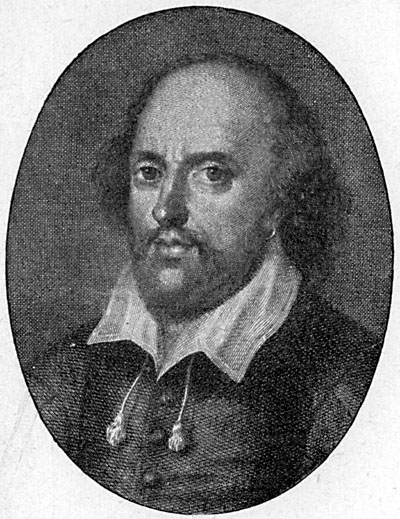
William Shakespeare.

Los teatros erigidos en Inglaterra durante el reinado de Isabel I de Inglaterra fueron muy diferentes entre sí. Esta época destaca por el excepcional esplendor del género dramático, entre los que se destacó el londinense The Globe donde presentaba sus obras William Shakespeare. Carentes de techo y construidos de madera, su rasgo más característico era el escenario elevado rectangular, en torno al cual el público rodeaba a los actores por tres lados, mientras las galerías se reservaban para la nobleza.

#### España: los corrales de comedias

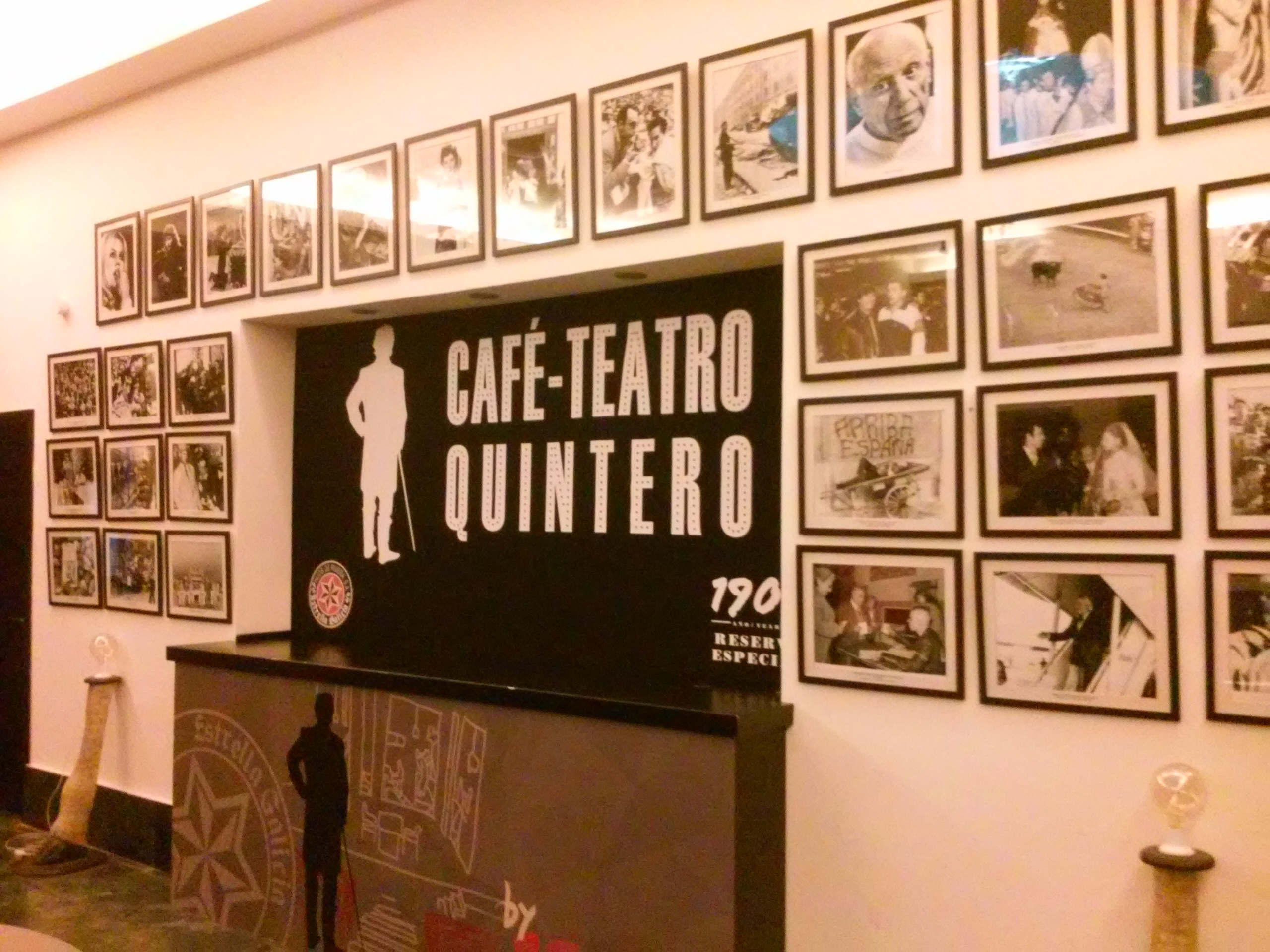
Zaguán del Teatro Quintero de Sevilla. Marzo de 2017

En España, y en la misma época que el teatro Isabelino en Inglaterra (siglos XVI y XVII), se crean instalaciones fijas para el teatro al aire libre denominadas Corrales de Comedias, con las que guardan similitudes constructivas. A diferencia del caso inglés, en España sí han pervivido algunos ejemplos de estas edificaciones. Exponentes de esta época son los autores Lope de Vega, Tirso de Molina y Calderón de la Barca, claros exponentes del importante Siglo de Oro español.

### Barroco y Neoclasicismo

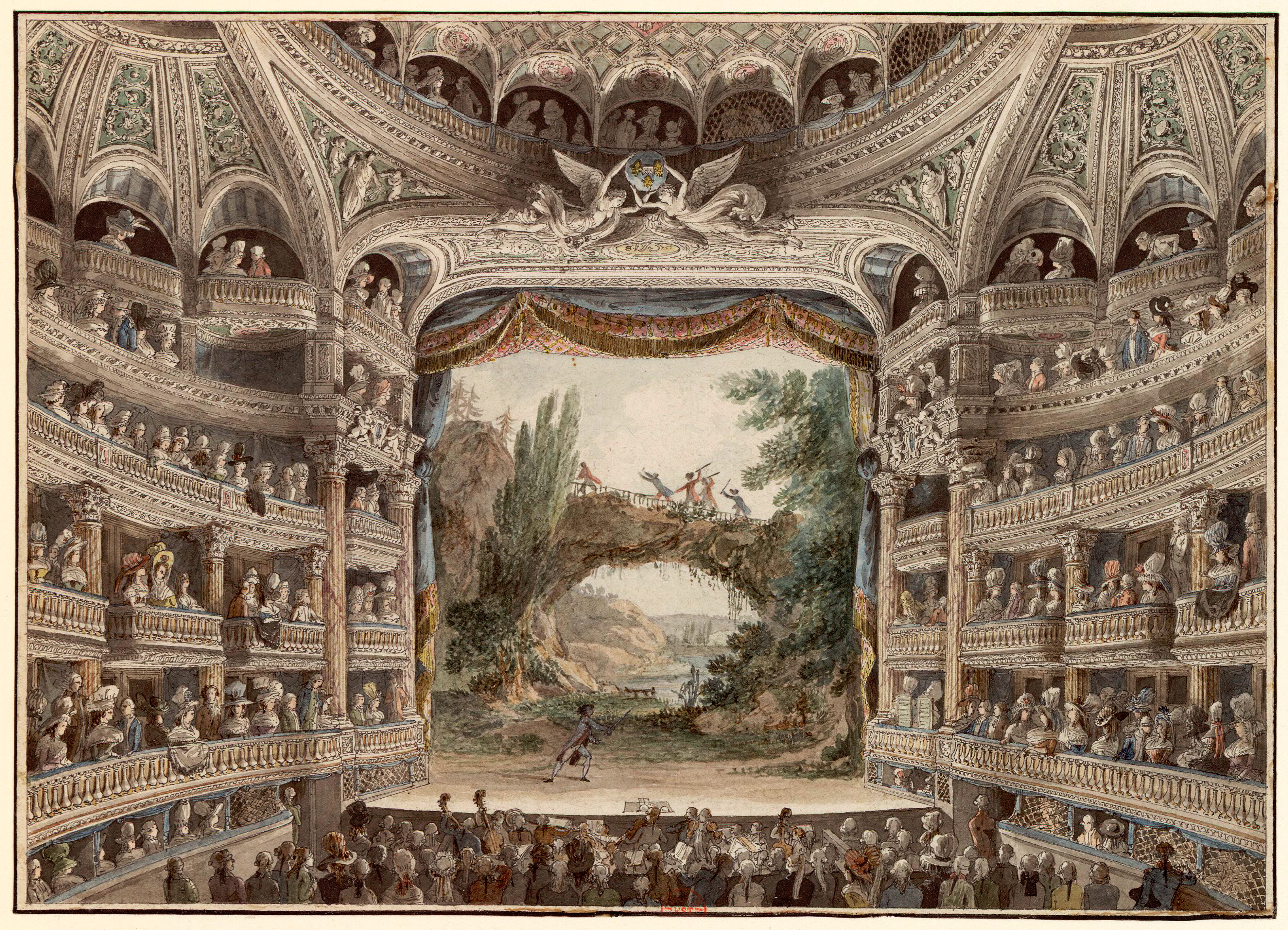
La Comédie-Française en el.

El transcurso de los siglos XVII y XVIII dio lugar a un gran enriquecimiento de la escenografía. La recuperación por parte del drama clásico francés de la regla de las tres unidades —acción, tiempo y lugar— hizo innecesaria la simultaneidad de decorados, con lo que se empleó solo uno en cada acto, y pronto se generalizó la costumbre de cambiarlos en los entreactos. Posteriormente, la creciente popularidad de la ópera, que requería varios montajes, favoreció el desarrollo de máquinas perfeccionadas que dieran mayor apariencia de veracidad a efectos tales como: la desaparición de actores y la simulación de vuelos —las llamadas "glorias", por ejemplo hacían posible el descenso de las alturas del escenario de una nube que portaba a los cantantes. El teatro de la Scala de Milán, finalizado en 1778, constituye un ejemplo de las grandes dimensiones que eran precisas para albergar tanto al público como a la tramoya y al aparato escénico.

### Teatro moderno
Durante la mayor parte del siglo XIX las ideas arquitectónicas y escenográficas se mantuvieron en esencia inalterables, si bien las exigencias de libertad creativa iniciadas por los autores románticos condujeron a fines de la centuria a un replanteamiento general del arte dramático en sus diversos aspectos.
En este sentido fue fundamental la construcción del monumental Festspielhaus de Bayreuth, Alemania, erigido en 1876 de acuerdo con las instrucciones del compositor Richard Wagner, lo que constituyó la primera ruptura respecto a los modelos italianos. Su diseño en abanico, con la platea escalonada, el oscurecimiento del auditorio durante su representación y la ubicación de la orquesta en un pequeño foso; eran elementos concebidos para centrar la atención de los espectadores sobre la acción y abolir en lo posible la separación entre escenario y público.
Esta exigencia de integración entre el marco arquitectónico, la escenografía y la representación fue acentuada en los últimos decenios del siglo XIX y primeros del XX por la creciente importancia concedida a la figura del director gracias a personalidades como el alemán Max Reinhardt, autor de espectaculares montajes, el francés André Antoine, adalid del naturalismo, el ruso Konstantín Stanislavski, director y actor cuyo método de interpretación ejercería gran influencia sobre el teatro moderno, o el escenógrafo británico Edward Gordon Craig, que en su defensa de un teatro poético y estilizado abogó por la creación de escenarios más sencillos y dúctiles.
La aparición del teatro moderno, pues, se caracterizó por su absoluta libertad de planteamiento mediante el diálogo con formas tradicionales y las nuevas posibilidades técnicas darían lugar a una singular transformación del arte teatral. En el campo del diseño arquitectónico y escenográfico las mayores innovaciones se debieron al desarrollo de nueva maquinaria y al auge adquirido por el arte de la iluminación, circunstancias que permitieron la creación de escenarios dotados de mayor plasticidad (circulares, móviles, transformables, etc.) y liberaron al teatro de la apariencia pictórica proporcionada por la estructura clásica del arco del proscenio.

#### Teatro africano
El teatro africano, entre tradición e historia, se está encauzando actualmente por nuevas vías. Todo predispone en África al teatro. El sentido del ritmo y de la mímica, la afición por la palabra y la verborrea son cualidades que todos los africanos comparten en mayor o menor medida y que hacen de ellos actores natos. La vida cotidiana de los africanos transcurre al ritmo de variadas ceremonias, rituales o religiosas, concebidas y vividas generalmente como verdaderos espectáculos. No obstante, aunque África ha conocido desde siempre este tipo de ceremonias, cabe preguntarse si se trataba realmente de teatro; a los ojos de muchos, estos espectáculos están demasiado cargados de significado religioso para que puedan considerarse como tal. Otros estiman que los tipos de teatro africanos guardan cierto parecido, como en otros tiempos la tragedia griega, con un preteatro que nunca llegara totalmente a ser teatro si no se desacraliza. La fuerza y las posibilidades de supervivencia del teatro negro residirán, por lo tanto, en su capacidad para conservar su especificidad. En el África independiente está tomando forma un nuevo teatro.
- Nuevo Teatro: Se trata de un teatro comprometido, incluso militante, concebido para defender la identidad de un pueblo que ha logrado su independencia.
- Teatro de Vanguardia: Se orienta actualmente hacia una investigación sobre el papel de actor, próxima a la de Jerzy Grotowski y su teatro laboratorio. Así, en Libreville, Gabón, se formó en 1970 un teatro vanguardista que realizó dos espectáculos que dejaron una huella perdurable en las jóvenes generaciones de comediantes. Otra vía de investigación es el teatro de silencio, creado por François Rosira, cuyo fin era realizar espectáculos en los que el canto, el recitado, la música y el baile se complementen en el teatro en perfecta armonía.

## Tipos de teatro

### Drama
Se debe considerar que el drama es un modo  de ficción representado en una obra de teatro, no un género por sí mismo. El término proviene de una palabra griega que significa "acción", la cual deriva del verbo δράω, dráō, "hacer" o "actuar". La puesta en escena de un drama en el teatro, es realizada por actores en un escenario frente a una audiencia, presupone la adopción de modos colaborativos de producción y una forma colectiva de recepción. A diferencia de otras formas de literatura, la estructura dramática de los textos, se encuentra directamente influenciada por esta producción colaborativa y recepción colectiva. La tragedia de comienzos de la Edad Moderna Hamlet (1601) de Shakespeare y la tragedia clásica ateniense Oedipus Rex (c. 429 a. C.) de Sófocles son algunas de las mejores obras de arte dramático. Un ejemplo moderno sería Largo viaje hacia la noche de Eugene O'Neill (1956).
El modo dramático ha sido considerado un género de la poesía, y se lo ha contrastado con los modos épico y lírico comenzando con la Poética de Aristóteles (c. 335 a. C.), la obra más antigua sobre teoría dramática. El uso de la palabra "drama" en un sentido estricto se utiliza para hacer referencia un tipo específico de obra de teatro del siglo XIX. En este sentido drama se refiere a una obra que no es ni una comedia ni una tragedia, por ejemplo, la obra Thérèse Raquin (1873) de Émile Zola  o la obra Ivanov (1887) de Chéjov . Sin embargo en la antigua Grecia, la palabra drama abarcaba todos los tipos de obras de teatro, tragedias, comedias, y otras formas intermedias.
A menudo el drama es combinado con elementos de música y danza: por lo general en la ópera la totalidad del texto del drama es cantado; los musicales por su parte por lo general contienen tanto diálogo hablado como canciones; y algunas formas de drama incluyen música incidental o un acompañamiento musical que acompaña y refuerza el diálogo (por ejemplo el melodrama y el Nō japonés). En ciertos períodos históricos (la Antigua Roma y el Romanticismo moderno) algunos dramas fueron escritos para ser leídos en vez de para ser puestos en escena. En la improvisación, el drama no existe previo al momento de la obra; los actores crean y desarrollan un argumento dramático de manera espontánea ante la audiencia.

### Tragedia
La tragedia es una imitación de una acción que es seria, completa, y que posee cierta magnitud: en un lenguaje con los varios tipos de ornamentos artísticos, los diversos tipos asociados con las distintas partes de la obra; en forma de una acción, no una narrativa; mediante la compasión y el miedo afectando el desarrollo de estas emociones.
Aristóteles, Poética

La frase de Aristóteles "los diversos tipos asociados con las distintas partes de la obra" es una referencia a los orígenes estructurales del drama. En el mismo las diversas partes con diálogo eran escritas en el dialecto del Ática mientras que las partes corales (recitados o cantados) se realizaban en dialecto dórico, estas discrepancias reflejaban los distintos orígenes religiosos y las  métricas poéticas de las partes que eran fusionadas en una nueva entidad, el drama teatral.
La tragedia se encuentra entroncada con una tradición específica de drama que ha desempeñado un rol único y muy importante en la definición histórica de la civilización occidental. La tradición ha tenido múltiples expresiones discontinuas, el término a menudo ha sido utilizado para hacer referencia a un poderoso efecto de identidad cultural y continuidad  histórica—"los Griegos y los Isabelinos, como un formato cultural; los Helenos y Cristianos, en una actividad cotidiana," tal como lo plantea Raymond Williams. Desde sus orígenes oscuros en los teatros de Atenas hace 2500 años, de donde ha sobrevivido solo una fracción de las obras de Esquilo, Sófocles y Eurípides, mediante las elaboraciones particulares a través de las obras de Shakespeare, Lope de Vega, Racine, y Schiller, hasta las más recientes tragedias naturalistas de Strindberg, las meditaciones modernistas de Beckett sobre la muerte, la pérdida, y el sufrimiento, y los retrabajos postmodernistas de Müller del canon trágico, la tragedia ha continuado siendo un ámbito importante de experimentación cultural, negociación, lucha y cambio. En la senda de la Poética (335 a. C.) de Aristóteles, la tragedia ha sido utilizada para marcar distinciones de género, ya sea con la poesía en general (donde lo trágico se contrapone con lo épico y lírico ) o con el drama (en el cual la tragedia se enfrenta a la comedia).

## Elementos básicos del teatro
El teatro como se ha podido observar, constituye un todo orgánico del que sus diferentes elementos forman una parte indisoluble. Esos elementos, no obstante, poseen cada uno características y leyes propias y, en función de la época, de la personalidad del director o de otras circunstancias, es habitual que se conceda a unos u otros mayor relevancia dentro del conjunto. Estos elementos son:

### Texto
Las obras dramáticas se escriben en diálogos y en primera persona, en el que existe las acciones que van entre paréntesis, (llamado lenguaje de acotaciones).
En la tradición occidental, el texto, la obra dramática, se ha considerado siempre la pieza esencial del teatro, llamado "el arte de la palabra". Dado que, de forma más matizada, esta orientación predomina también en las culturas orientales, cabe cuando menos admitir como justificada tal primacía. A este respecto deben hacerse, no obstante, dos consideraciones: en primer lugar, el texto no agota el hecho teatral, pues una obra dramática no es teatro hasta que se representa, lo que implica como mínimo el elemento de la actuación; en segundo lugar, son numerosas las formas dramáticas arcaicas y los espectáculos modernos que prescinden por completo de la palabra o la subordinan a elementos cual la mímica, la expresión corporal, la danza, la música y el despliegue escénico.
El hecho de que la obra solo adquiera plena vigencia en la representación determina además el carácter distintivo de la escritura dramática respecto a otros géneros literarios. La mayoría de los grandes dramaturgos de todos los tiempos, desde los clásicos griegos al inglés William Shakespeare, el francés Molière, el español Pedro Calderón de la Barca o el alemán Bertolt Brecht, basaron sus creaciones en un conocimiento directo y profundo de los recursos escénicos e interpretativos y en una sabia utilización de sus posibilidades.

### Dirección
La personalidad del director como artista creativo se consolidó a fines del siglo XIX, aunque su figura ya existía como coordinador de los elementos teatrales, desde la escenografía a la interpretación. A él corresponde convertir el texto, si existe, en teatro, con los procedimientos y objetivos que se precisen. Poderosos ejemplos de dicha tarea fueron los alemanes Bertolt Brecht y Erwin Piscator, dedicaban su energía a conseguir del espectador su máxima capacidad de reflexión, o el ascetismo del polaco Jerzy Grotowski.

### Actuación
Las técnicas de actuación han variado enormemente a lo largo de la historia y no siempre de manera uniforme. En el teatro occidental clásico, por ejemplo los grandes actores, los "monstruos sagrados", tendían a enfatizar las emociones con objeto de destacar el contenido de la obra, en la comedia del arte el intérprete dejaba rienda suelta a su instinto; los actores japoneses del Nō y kabuki, hacen patentes determinados estados de ánimo por medio de gestos simbólicos, bien de gran sutileza o deliberadamente exagerados.
En el teatro moderno se ha impuesto por lo general la orientación naturalista, en que el actor por medio de adquisición de técnicas corporales y psicológicas y del estudio de sí mismo y del personaje, procura recrear en escena la personalidad de este. Tal opción, evolucionada en sus rasgos fundamentales a partir de las enseñanzas del ruso Konstantín Stanislavski y muy extendida en el ámbito cinematográfico, no es desde luego la única y en último extremo la elección de un estilo interpretativo depende de características del espectáculo y de las indicaciones del director.
Sin embargo, actualmente, a inicios del siglo XXI, la actuación teatral con tendencia naturalista está siendo replanteada seriamente. La teatralidad contemporánea requiere una crítica del naturalismo como simple reproducción del comportamiento humano, pero sin lazos con su entorno. Actualmente ha habido grandes transformaciones del trabajo de Stanislavski siendo las más importantes Antonin Artaud, Jerzy Grotowsky Étienne Decroux y Eugenio Barba. Estas técnicas, llamadas actualmente extra cotidianas implican una compleja síntesis de los signos escénicos.

### Otros elementos

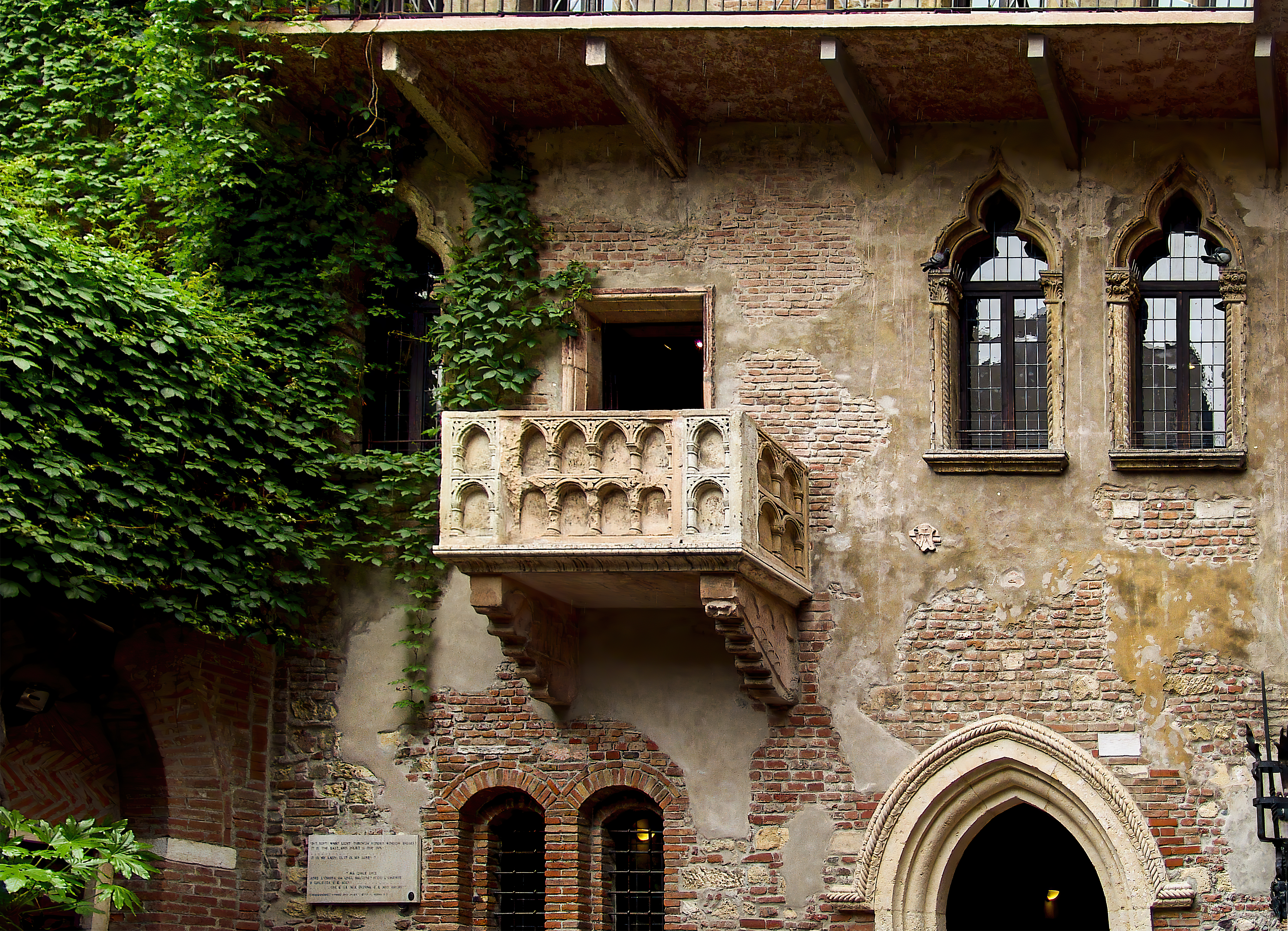
El balcón de Julieta, en Verona, de la obra creada por Shakespeare.

De forma estricta, se entiende por decorado al ambiente en que se desarrolla una representación dramática, y por escenografía, al arte de crear los decorados. Hoy en día, tiende a introducirse en el concepto de "aparato escenográfico" a todos los elementos que permiten la creación de ese ambiente, entre los que cabría destacar fundamentalmente a la maquinaria o tramoya y la iluminación.
A lo largo del tiempo y en diferentes momentos de la historia del teatro, la escenografía ha sufrido importantes transformaciones. Antes de que el teatro existiera como lo conocemos, las representaciones se realizaban con un sentido ritual y en ellas ya se utilizaban los decorados para dar más realce, misterio, ambientación, así como imagen escénica y espectacularidad a los actos rituales.
En el teatro griego se utilizaban los periactos que eran unos apuntadores de base triangular, tenían estos unas mamparas o paneles prismáticos, en cuyos planos o caras se dibujaban, distintos decorados, de acuerdo a los requerimientos de la escena que se estaba representando.
En la antigüedad, la escenografía se hallaba condicionada a limitaciones técnicas y arquitectónicas, circunstancia que se mantuvo durante toda la Edad Media. Fue ya a fines del Renacimiento y, sobre todo, durante los siglos XVII y XVIII, cuando la escenografía comenzó a adquirir realce, gracias al perfeccionamiento de la perspectiva pictórica, que permitió dotar de mayor apariencia de profundidad al decorado, y posteriormente al desarrollo de la maquinaria teatral. En el siglo XIX, con la introducción del drama realista, el decorado se convirtió en el elemento básico de la representación. El descubrimiento de la luz eléctrica, en fin, dio pie al auge de la iluminación. Las candilejas, que en principio eran un elemento accesorio, ahora se consideran poéticamente un símbolo del arte teatral.
Estrechamente vinculado con la concepción escénica, se ha hallado siempre el vestuario. En el teatro griego, la tosquedad de los decorados se compensaba por medio de máscaras —trágicas o cómicas— y las túnicas estilizadas de los actores, cuyo objeto era de resaltar el carácter arquetípico de los personajes. Durante el Barroco y el Neoclasicismo adquirieron importancia el maquillaje y el vestuario, si bien este se empleó a menudo de forma anacrónica —se representaba por ejemplo una obra ambientada en Roma con ropajes franceses del siglo XVII hasta la aparición del realismo. En la actualidad, la elección del vestuario no es sino un elemento más dentro de la concepción general del montaje.
El narrador de parábolas hace bien en mostrar abiertamente al espectador todo lo que necesita para su parábola, esos elementos cuya ayuda pretende mostrar el curso ineluctable de su acción. El constructor escénico de la parábola muestra pues abiertamente los focos, los instrumentos de música, las máscaras, las paredes y las puertas, las escaleras, sillas y mesas, con cuya ayuda ha de construirse la parábola.

## Sala frente al escenario

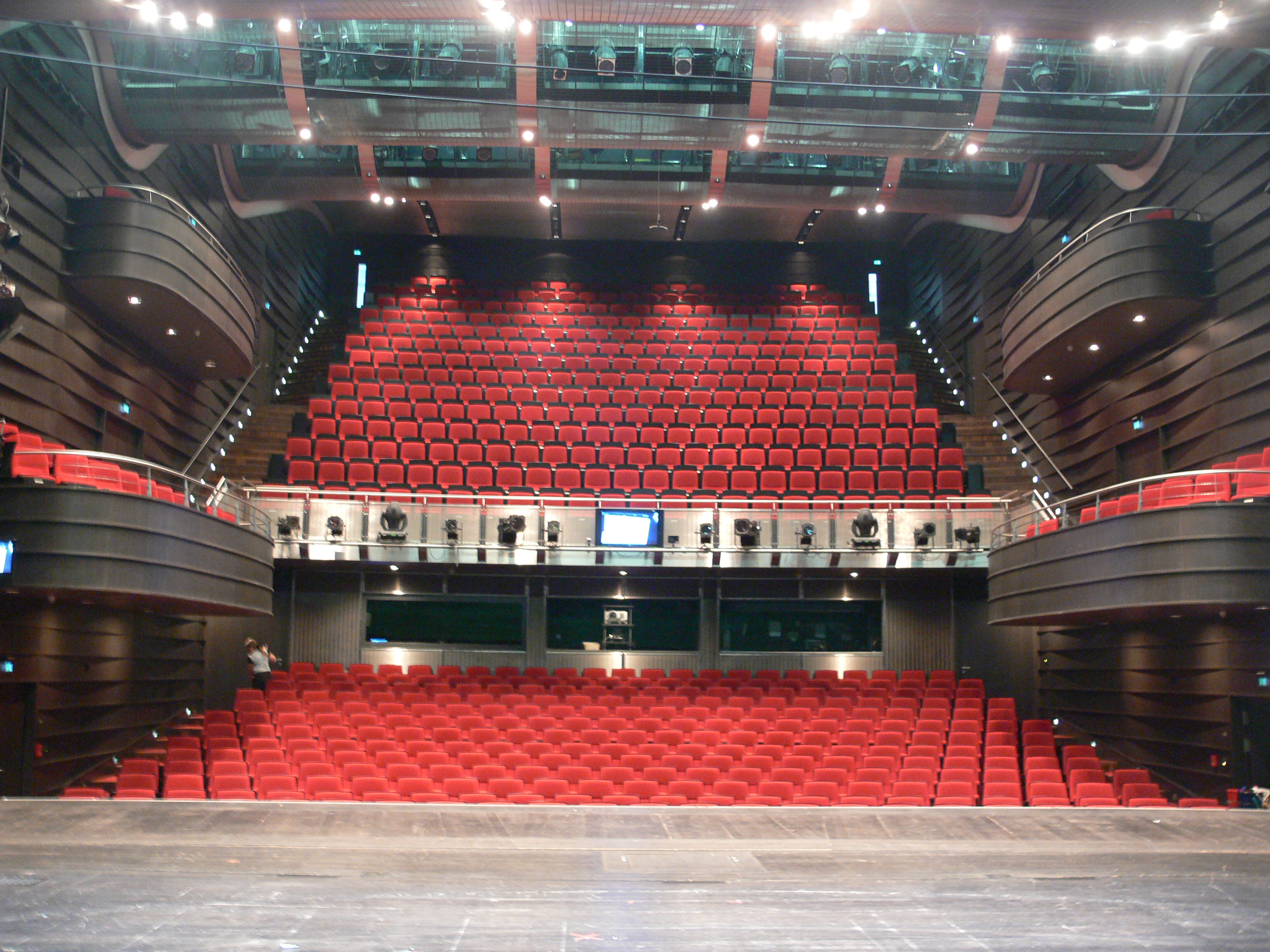
Sala frente al escenario en teatro contemporáneo a la italiana. Teatro de Bielefeld, Alemania.

Interior de un teatro moderno (Teatro Colón)

En la disposición tradicional a la italiana, en los teatros más antiguos, la sala frente al escenario suele tener una forma de herradura. La parte baja, la más amplia, es la platea o patio de butacas, donde los sillones o butacas se reparten en filas separadas por un pasillo central y enmarcadas por dos pasillos laterales. En los teatros más antiguos, el piso del patio de butacas es plano y ligeramente inclinado para preservar un mínimo de visibilidad. En los teatros contemporáneos, detrás del patio de butacas se encuentran los palcos y un anfiteatro en gradas que permite una buena visibilidad del escenario desde las filas más alejadas.
Para aprovechar mejor la altura del teatro, la sala se estructura en varias plantas. Sobre el patio de butacas pueden existir una o dos amplías plantas voladas y retranqueadas. Los paramentos centrales y laterales se dedican a los palcos o a galerías abalconadas que se reparten en varias plantas. Tradicionalmente, la parte más alta del teatro se denomina gallinero; es la de menor visibilidad y la más económica.
De este modo, el teatro se estructura en platea (planta baja), palcos (situados en la entreplanta) y anfiteatro (situados en las plantas superiores), ordenado de mayor a menor precio de la entrada.

## Supersticiones
Son muchas las supersticiones que se han conservado en el medio teatral de la cultura de Occidente, creencias y costumbres que han ido perdiendo fuerza en tiempos más recientes pero que aún determinan el «modus operandi» en diferentes aspectos del espectáculo. De la larga lista de supersticiones se pueden mencionar:

### Sobre los estrenos
1. El martes y viernes son días poco afortunados para un estreno.
2. Que te deseen buena suerte una noche de estreno es inaceptable, por lo que si alguien lo hace, se le deberá contestar con un simple "merde", siguiendo la tradición francesa. Al parecer el origen de esta superstición se remonta a la época en que los espectadores asistían al teatro en coche de caballos: mucha bosta a las puertas del teatro indicaba que la función había tenido mucha concurrencia.
3. En un ensayo general son signos de mal agüero: oír un silbato; las plumas de pavo real; y en general, colores gafes como el amarillo (la supuesta perdición de Molière, a pesar de que no murió en escena sino en su cama), el verde e incluso el violeta.
4. Un ensayo general sin ninguna equivocación equivale a un fracaso en el estreno, de ahí que, si esto ocurre, el actor que interpreta el último párrafo o réplica, no lo pronunciará. Por el contrario, encontrar clavos olvidados por los tramoyistas, es buena señal.
5. Que un anciano sea el primer espectador que saca su localidad en la taquilla del teatro el día de estreno, es señal benigna pronóstico de muchas representaciones.

### Sobre los actores
1. A muchos actores les parece de mal gusto que, en público, se les llame por el nombre del personaje que interpretan.
2. Por prudencia, un actor nunca debe silbar, si es necesario puede canturrear.
3. Engancharse el traje en el decorado es un aviso de equivocación en el recitado de su papel.
4. Da mala suerte mirar por detrás a alguien que se esté maquillando.
5. Muchos actores todavía salen a escena con alguna clase de objeto "mágico" o amuleto. El más tradicional ha sido la pata de conejo.
6. Da mala suerte poner los zapatos dentro de una caja o sobre la mesa.
7. Salvo en obras en las que se busca el guiño o la implicación del público, puede ser de mal augurio mirar al patio de butacas.
8. Entre los ingleses, que una actriz haga punto durante un ensayo, incluso en el camerino, garantizará un buen lío en la representación.[21]
9. Conviene empezar y terminar la temporada con el mismo traje o vestido y no son recomendables las telas "a lunares".
10. Durante mucho tiempo se consideraron gafes en el escenario: las flores naturales, los niños y los caballos.[22]

### Obras gafes
1. Macbeth de Shakespeare, y en especial su escena de las brujas, es una de las obras con más supersticiones negativas. Siempre se recuerda como ejemplo que en 1964 se quemó un teatro nuevo de Lisboa donde se representaba la obra.[23]
2. En España, en la década de 1930, era de mal agüero representar la obra de Jacinto Grau, El señor de Pigmalión.
3. También en España, ganar el Premio Lope de Vega podía suponer no volver a estrenar.